# Caspar van Meerwijck
Caspar van Meerwijck was een adellijk persoon die getrouwd was met Cornelia Maria Charlotta van Doerne en die gedurende korte tijd, van 1722-1724, heer was van Asten.
Hij heeft nog een krediet verstrekt aan de bewoners van Asten, aangezien dit dorp grote schulden had gemaakt vanwege de doortocht en inkwartiering van diverse troepen. Op deze wijze kon hij een nogal hoge rente innen, en maakte de bewoners ook meer afhankelijk van de heer.
Na hem werd uiteindelijk Johannes Christophorus de Bertholf Ruyff de Belven weer heer van Asten.